# 酒入りコーヒー
酒入りコーヒー（さけいりコーヒー）とは、コーヒーに酒を加えた飲み物であり、コーヒーの主要な飲み方の1つ（コーヒーの飲み方の1つのジャンル）となっている。ただし、コーヒーは使わずに、コーヒー・リキュールだけを使ったカクテルは、この酒入りコーヒーの範疇には入らない。（これに対して、コーヒーにコーヒー・リキュールを加えた場合は、酒入りコーヒーの1種である。）なお、酒入りコーヒーは、アルコール入りコーヒー、アルコール入りコーヒー飲料（alcoholic coffee beverages）などとも呼ばれるが、本稿では以降、酒入りコーヒーという呼び方に統一する。

## 概要
酒入りコーヒーは、酒類が禁止されていない地域で広く飲まれている。そしてコーヒーと様々な酒との組み合わせが行われてきた。さらに酒入りコーヒーは、コーヒーと酒だけの組み合わせではなく、さらに砂糖や生クリームなどが加えられる場合もある。これらには、様々な名称が与えられてきた。酒入りコーヒーの中でも、世界中に広く知られているものとしては、アイリッシュ・コーヒーが挙げられる。このアイリッシュ・コーヒーは、ホットコーヒー、アイリッシュ・ウイスキー、砂糖、生クリームから成る、温かい飲み物である。（詳細は、アイリッシュ・コーヒーの記事を参照のこと。）しかし、酒入りコーヒーは温かい飲み物ばかりではなく、例えばカフェ・カリプソのように、氷の入った冷たい飲み物もある。（詳細は、こちらを参照のこと。）

## 他の飲み物との関係
酒入りコーヒーは、コーヒーの飲み方のジャンルの1つであると同時に、カクテルのジャンルにも入る。
なお、コーヒーを使わないカクテルも存在することからも明らかなように、酒入りコーヒーであればカクテルであるが、その逆は成り立たない。またカフェ・コレットは、エスプレッソ（コーヒーの淹れ方のスタイルの1種）に何らかの酒を加えるものであることから明らかなように、カフェ・コレットであれば酒入りコーヒーであるが、その逆は成り立たない。つまり、分野の広がりで見ると、「カクテル ＞ 酒入りコーヒー ＞ カフェ・コレット」となる。

## 酒入りコーヒーの例
酒入りコーヒーのジャンルに入る飲み物の種類は多数存在する。例えば、あなたがコーヒーに何かの酒を入れた飲み物を新しく創作したとしても、それは酒入りコーヒーのジャンルに入る飲み物である。したがって、酒入りコーヒーの全てをここで列挙することはできない。また同様の理由で、酒入りコーヒーが全部で何種類存在するのかは誰にもわからない。以下は、酒入りコーヒーの中でも比較的有名な飲み物を列挙したリストである。ただし、同じ名称が与えられていながらも、違った組み合わせの材料が使われていることもある（つまり、レシピが世界中で統一されているわけではなく、ローカルなレシピも存在する）ことを予め断っておく。
- アイリッシュ・ミスト・コーヒー - コーヒー + スコッチ・ウィスキー + アイリッシュ・ミスト + 砂糖 + 生クリーム
- イタリアン・クラシコ - コーヒー + アマレット（アマレットの中ではイタリア産のディ・サロンノが有名。）
- イングリッシュ・コーヒー - コーヒー + ジン（イギリスはジンの産地として有名。）
- ウィスキー・コーヒー - コーヒーとウィスキーが組み合わされた飲み物。以下を含む。
  - アイリッシュ・コーヒー - ホットコーヒー + アイリッシュ・ウィスキー + 砂糖 + 生クリーム
  - ゲーリック・コーヒー - ホットコーヒー + スコッチ・ウィスキー + 砂糖 + 生クリーム
  - ハイランド・コーヒー - コーヒー + スコッチ・ウィスキー（ハイランド地方はスコッチ・ウィスキーの産地の1つとして有名。）
- ウィッチズ・コーヒー（魔女のコーヒー） - コーヒー + ストレガ（ストレガとは魔女という意味。）
- エスプレッソ・マティーニ - エスプレッソ + コーヒー・リキュール + ウォッカ　IBA公認カクテル
- カフェ・アルザシアン - エスプレッソ + ゲヴュルツトラミネール（白ワインのいち品種で、フランスのアルザス地方の名産）
- カフェ・カリプソ（カリプソ・コーヒー） - 加糖されたアイスコーヒー + 氷 + ダーク・ラム + ティア・マリア + 生クリーム
- カフェ・コレット - エスプレッソ + 何らかの酒（カフェ・コレットには様々な組み合わせが存在する。）
- ジャマイカン・コーヒー[注 2] - ホットコーヒー + ダーク・ラム + ティア・マリア + ホイップクリーム
- スカイ・コーヒー - コーヒー + ドランブイ（ドランブイの歴史にスカイ島が登場する。）
- スカンジナヴィアン・コーヒー - コーヒー + アクアビット + 砂糖 + 生クリーム
- セビリア・コーヒー - コーヒー + コアントロー
- フレンチ・コーヒー - 同名で2通りの組み合わせが存在する
  1. コーヒー + グラン・マルニエ（グラン・マルニエはフランス産のリキュール。）
  2. コーヒー + グレープ・ブランデー（ブドウ原料のブランデー。フランスはその産地として有名。なお、これはブランデー・コーヒーの範疇に入る。）
- ブランデー・コーヒー - コーヒーと各種ブランデーが組み合わされた飲み物。以下を含む。
  - ジャーマン・コーヒー - コーヒー + キルシュワッサー（サクランボ原料のブランデー）
  - ノルマンディー・コーヒー - ホットコーヒー + カルバドス（リンゴ原料のブランデー） + 砂糖 + 生クリーム
  - フレンチ・コーヒー - 上記の通り。
  - ロイヤル・コーヒー - コーヒー + コニャック（ブドウ原料のブランデー） + 砂糖 + 生クリーム
- ベイリーズ・コーヒー - コーヒー + ベイリーズ・オリジナル・アイリッシュ・クリーム
- ベルジャン・コーヒー - ホットコーヒー + マンダリンナポレオン（オレンジ原料のブランデー） + 生クリーム
- モンクス・コーヒー（僧侶のコーヒー） - コーヒー + ベネディクティン（ベネディクティンはベネディクト派の修道院で僧侶によって創製されたリキュール。）
- ルシアン・コーヒー（ロシアン・コーヒー） - コーヒー + ウォッカ（ウォッカはロシアの酒として通っている。）